# Zegen, le seigneur des bordels
Pour plus de détails, voir Fiche technique et Distribution.
Zegen, le seigneur des bordels (女衒, Zegen) est un film japonais réalisé par Shōhei Imamura, sorti en 1987.

## Synopsis
1901. Le Japonais Iheiji Muraoka quitte son pays natal pour Hong Kong. Par la suite, il devient Zegen, le seigneur des bordels.

## Fiche technique
- Titre : Zegen, le seigneur des bordels[1]
- Titre original : 女衒 (Zegen?)
- Réalisation : Shōhei Imamura
- Scénario : Shōhei Imamura et Kōta Okabe
- Photographie : Masao Tochizawa
- Montage : Hajime Okayasu (ja)
- Décors : Yoshinaga Yokoo
- Son : Ken'ichi Benitani (ja)
- Sociétés de production : Imamura Productions et Tōei
- Musique : Shin'ichirō Ikebe
- Pays de production :  Japon
- Langue originale : japonais
- Format : couleur - son mono - 35 mm - 1,85:1
- Genre : comédie dramatique
- Durée : 124 minutes[2]
- Date de sortie : Japon : 5 septembre 1987[2]

## Distribution
- Ken Ogata : Iheiji Muraoka dit « Zegen »
- Mitsuko Baishō : Shiho
- Ko Chun-hsiung : Wang, le pirate chinois
- Sanshō Shinsui (ja) : Chota
- Tetta Sugimoto (en) : Genkichi
- Banhō Chō (ja) : Komashitai
- Mitsuzō Ishii (ja) : Kumai
- Norihei Miki (ja) : Tomonaga « Bizenya »
- Taiji Tonoyama : Shimada, le coiffeur
- Fujio Tokita (ja) : Nishiyama
- Minori Terada (ja) : le consul Hisamitsu
- Hiroyuki Konishi (ja) : Uehara
- Shino Ikenami (ja) : Tome
- Maiko Kazama (ja) : Hanako
- Mami Kumagaya (ja) : Kino, la dernière épouse de Muraoka
- Kurenai Kanda (ja) : Otsuno
- Kimiko Yoshimiya (ja) : Takeyo
- Chōichirō Kawarasaki (ja) : le consul Kunikura
- Leonard Kuma (ja) : propriétaire du magasin

## Distinctions
- Zegen, le seigneur des bordels est présenté en compétition pour la Palme d'or au Festival de Cannes 1987[3]
- Ken Ogata est nommé pour le prix du meilleur acteur et Ken'ichi Benitani (ja) pour celui du meilleur son aux Japan Academy Prize 1988[4]